# Tosca (cantante)
Tiziana Tosca Donati, nota come Tosca (Roma, 29 agosto 1967), è una cantante e attrice italiana.

## Biografia
Inizia il suo percorso artistico in una piccola compagnia teatrale di Checco Durante. È in un piano bar romano che approda alla musica e viene notata da Renzo Arbore, il quale la arruola nella trasmissione televisiva Il caso Sanremo con Lino Banfi.

### 1989 - 1999
Nel 1989 canta la canzone Carcere 'e mare nella colonna sonora del film Scugnizzi di Nanni Loy. Nel 1992 esce il suo primo album, dal titolo Tosca, e partecipa al Festival di Sanremo nella categoria Giovani con il brano Cosa farà Dio di me.

Ron e Tosca mentre eseguono Vorrei incontrarti fra cent'anni al vittorioso Festival di Sanremo 1996

Nel 1993 incide il secondo album, Attrice. Il triennio 1993-1996 la vede quindi collaborare in più occasioni con diverse eccellenze della musica italiana: Lucio Dalla con cui duetta nel brano Rispondimi, Riccardo Cocciante (L'amore esiste ancora); Renato Zero (Inventi), fino a Ron, assieme al quale si esibisce – da non accreditata – al Festival di Sanremo 1996 con la canzone Vorrei incontrarti fra cent'anni, che si piazzerà al primo posto in finale. Segue il disco L'altra Tosca, raccolta di tutti i duetti più significativi dell'artista. Nell'ottobre 1996 è protagonista del Carro Fantastico al Teatro alla Scala di Milano. Nello stesso anno interpreta anche la title track del film Jane Eyre diretto da Franco Zeffirelli.
Nel 1997 partecipa nuovamente a Sanremo con il brano Nel respiro più grande, scritto da Susanna Tamaro e musicato da Ron, e in primavera esce il suo quarto album Incontri e passaggi dove interpreta canzoni scritte per lei da Ennio Morricone, Lucio Dalla, Chico Buarque, Ivano Fossati e altri. Ancora nel 1997 doppia (sia per le parti recitate che per quelle cantate) il film di animazione della 20th Century Fox Anastasia insieme a Fiorello, e interpreta il ruolo della protagonista Milly nel musical campione di incassi Sette spose per sette fratelli con la regia di Saverio Marconi. Vince quindi la Targa Tenco 1997 come migliore interprete.

### 2000 - 2009
Nel 2000 viene scelta per interpretare Mater Iubilaei, inno mariano del Giubileo. Nel maggio dello stesso anno esegue per la prima volta la neonata preghiera nella grotta di Lourdes. È la prima cantante al mondo ad esibirsi sotto la grotta.
Nel 2001 è protagonista insieme a Giampiero Ingrassia nell'opera teatrale Salvatore Giuliano, per la regia di Armando Pugliese. Nel 2002 recita e canta nello spettacolo Wozzeck, Lulu, la morte e gli altri al fianco di Carla Fracci per la regia di Beppe Menegatti al Teatro dell'Opera di Roma. Recita in un'edizione di Monologhi della vagina per la regia di Emanuela Giordano.
Nel 2003 allestisce un nuovo spettacolo in forma di teatro-canzone, Notte in Bianco, di cui è anche autrice, curato per la regia da Claudio Insegno, e associato all'uscita del suo quinto CD Sto bene al mondo. Tra il 2003 e il 2005 interpreta il ruolo di Jenny delle Spelonche nell'Opera da tre soldi di Bertolt Brecht al fianco di Massimo Venturiello, e sempre con lo stesso attore interpreta Nadia nel Tango delle ore piccole di Manuel Puig nella stagione 2004/2005. Nello stesso periodo interpreta canzoni dal repertorio romano nello spettacolo a tema Semo o nun semo di Nicola Piovani.
Nel giugno 2005 debutta ad Asti Teatro con lo spettacolo di teatro-canzone Romana, omaggio a Gabriella Ferri diretto ancora da Venturiello. Nello stesso anno partecipa alle riprese del film Baciami piccina, con Neri Marcorè e Vincenzo Salemme. Ad aprile 2006 esce il disco live Romana tratto dall'omonimo spettacolo. Nello stesso anno è candidata al Nastro d'argento per la canzone originale Tra cielo e terra di Pietro Cantarelli tratta dalla colonna sonora dell'omonimo film. Dal 2006 al 2008 è Lucia nello spettacolo Gastone di Ettore Petrolini per la regia di Massimo Venturiello.
Nel 2007 è ancora a Sanremo con la canzone Il terzo fuochista scritta da Massimo Venturiello e musicata da lei stessa con Ruggiero Mascellino. Nella stagione teatrale 2008-2009 interpreta Gelsomina nel fortunato adattamento teatrale dal film La strada. Dal 2009 al 2011 è in scena con lo spettacolo di teatro-canzone Musicanti (Sonata a Cosimina) con Massimo Venturiello che ne cura anche testo e regia.

### 2010 - 2020
Nel giugno del 2010 è la voce protagonista della composizione di Marco Betta su libretto di Francesco Busalacchi La corona di Tombacco. Sempre nello stesso anno incide un CD di musiche del Trentino, Trentino senza tempo, con il corpo bandistico di Albiano diretto da Marco Somadossi. Nel febbraio del 2011 esce il brano Il bel paese degli animali (testo di Venturiello e musica di Mascellino), canzone di protesta contro le dittature. Nell'aprile 2011 è con Massimo Venturiello nel Borghese gentiluomo di Molière; la pièce sarà in scena fino al 2013.
Partecipa allo spettacolo Italiane nel settembre 2011, al teatro Argentina di Roma con Maddalena Crippa e Lina Sastri, per la regia di Emanuela Giordano. Nell'ottobre dello stesso anno debutta con il suo nuovo spettacolo di teatro-canzone Zoom spartito cinematografico, testo e regia di Massimo Venturiello e direzione musicale di Ruggiero Mascellino.
Nel 2012 partecipa all'album InventaRio dell'artista brasiliano Ivan Lins, candidato ai Latin Grammy nel 2014 nella categoria MPB (música popular brasileira).
Nel 2013 partecipa all'album Cantabile di Nicola Piovani con il brano Il merlo innamorato, che riproporrà al Concerto del Primo Maggio in Piazza San Giovanni, accompagnata dallo stesso Piovani con altri musicisti.
Il 30 settembre 2014 esce Il suono della voce, album contenente pezzi scritti, tra gli altri, da Ivano Fossati e Joe Barbieri, alcuni brani cantati in diverse lingue tra cui il libanese, lo yiddish, il rumeno, il giapponese, mentre altri della tradizione napoletana e romana sono stati adattati e cantati anche in altre lingue in chiave originale. Nell'aprile del 2015 debutta nello spettacolo teatrale Il grande dittatore, prima trasposizione mondiale del capolavoro cinematografico di Charlie Chaplin diretto da Venturiello (sempre anche nelle vesti di attore).
Nell'aprile 2016 porta il suo concerto ad Algeri e Tunisi, dove registra due sold out. A Tunisi in particolare, è la prima artista italiana inserita nel cartellone del festival internazionale Jazz à Carthage, dove conquista il pubblico per il suo omaggio a Abd al-Halīm Hāfeẓ col brano Ahwak.
Nel gennaio 2017 ottiene un nuovo grande successo all'Auditorium Parco della Musica con il concerto Appunti musicali dal mondo, che vede la presenza con lei sul palco di amici ospiti come Nicola Piovani, Gegé Telesforo, Danilo Rea, Germano Mazzocchetti, Joe Barbieri e Gabriele Mirabassi. Il concerto diventa anche un album, che esce nel novembre di quell'anno.
Per i festeggiamenti pubblici del Capodanno 2018, tenutisi al Circo Massimo, omaggia nuovamente il repertorio dialettale della sua città. In questa occasione è la prima artista italiana a collaborare con la compagnia teatrale catalana La Fura dels Baus.
Nel 2018 partecipa alla colonna sonora del film di Gabriele Muccino A casa tutti bene, scritta da Nicola Piovani, cantando il brano L'invenzione di un poeta, inserito nella cinquina dei Premi David di Donatello 2019 nella categoria migliore canzone originale.
Durante il 2018 porta il tour Appunti musicali dal mondo in Brasile, Portogallo e Francia, suonando in club prestigiosi e duettando in ogni città con artisti di fama mondiale: Rogè, Alice Caymmi, Mariene De Castro, Aline Calixto. Inoltre, incontra e intervista Marisa Monte, Cyrille Aimée, Ivan Lins, Luisa Sobral, Ivano Fossati. Da questo viaggio viene realizzato il documentario Il suono della voce (prodotto da Leave Music/Rai Cinema) per la regia di Emanuela Giordano, presentato in anteprima alla Festa del cinema di Roma 2019, nell'ambito della sezione autonoma "Alice nella città".
Il 31 dicembre 2018 riporta in scena all'Auditorium Parco della Musica dopo dieci anni l'omaggio a Gabriella Ferri Romana-Il concerto, con un nuovo tutto esaurito.
Nel 2019 collabora con l'artista di Capo Verde Tété Alhinho nel brano Scutam es Morna (Scusami Morna). La canzone, cantata in creolo e in italiano, è quindi inserita nell'opera omnia 80 Musicas di Mário Lúcio, anch'egli capoverdiano, rinomato ambasciatore dell'arte creola nel mondo.
Ancora del 2019 è la Targa Tenco nella categoria "Album a progetto" con Viaggio in Italia. Cantando le nostre radici a nome del gruppo Adoriza, costituitosi nell'ambito di Officina Pasolini. L'album, nato da un'idea della stessa Tosca con Paolo Coletta e Felice Liperi, è una panoramica sui repertori tradizionali della penisola, qui riproposti da un collettivo di cantautori e musicisti dell'ultima leva. La produzione discografica è di Piero Fabrizi e la regia dello spettacolo è di Massimo Venturiello.
Lo stesso anno è madrina della quindicesima edizione del Premio Bianca d'Aponte - Città di Aversa.
A ottobre 2019 esce il nuovo album in proprio, Morabeza, prodotto da Joe Barbieri, in cui collabora con Ivan Lins, Luísa Sobral, Cezar Mendes, Arnaldo Antunes, Cyrille Aimée, Lenine, Vincent Segal, Awa Ly, Gabriele Mirabassi, Nicola Stilo e Lotfi Bouchnak.
Nel 2020 partecipa alla settantesima edizione del Festival di Sanremo con il brano Ho amato tutto, scritto da Pietro Cantarelli, grazie al quale vince il premio Bigazzi assegnato dall’orchestra per la miglior composizione musicale, piazzandosi al sesto posto nella classifica finale. Vince inoltre la serata dedicata alle cover, con una versione di Piazza Grande interpretata con la cantante spagnola Silvia Pérez Cruz ed arrangiata da Joe Barbieri. A marzo 2020 Ferzan Ozpetek dirige il video della canzone, ispirato al quadro di Edward Hopper New York Movie (1939).
Il brano sanremese e l'album Morabeza (alla cui ristampa Ho amato tutto viene aggiunto in tracklist) le valgono due Targhe Tenco rispettivamente nelle categorie "Migliore canzone" e "Album di interprete". Mentre per la sua perfomance nel documentario Il suono della voce, vince un Nastro d'Argento 2020 come "Protagonista dell'anno" .
Nell'autunno del 2020 conduce su Radio Rai3 il programma in dieci puntate "D'Altro Canto" insieme al giornalista e autore televisivo Giorgio Cappozzo. Ogni puntata è stata dedicata ad un particolare argomento (le grandi canzoni d'amore, il teatro, il cinema, le serenate, gli adattamenti tra i tanti) e in ognuna è intervenuto un artista amico con un messaggio vocale raccontando un aneddoto o commentando un brano in programmazione, tra questi: Fiorella Mannoia, Nicola Piovani, Tiziano Ferro, Salvador Sobral, Renzo Arbore e Silvia Pérez Cruz.

### 2021 - 2023
Il 14 febbraio 2021 pubblica in edizione limitata la raccolta "D'Altro Canto", contenente le cover eseguite durante la trasmissione radiofonica, accompagnata dal videoclip del brano "Vissi d'arte" girato al Teatro dell'Opera di Roma, dove proprio del gennaio del 1900 debuttò La Tosca di Giacomo Puccini.
Il 30 ottobre 2021, dopo una lunga attesa a causa della pandemia, ritorna dal vivo per presentare l'album "Morabeza". Il lungo tour che parte da Napoli la vede esibirsi in alcuni teatri d'Italia e d'Europa, arrivando a toccare Dubai, Abu Dhabi, Algeri e Oran.
Il 27 aprile 2022 lancia in tutto il mondo le versioni internazionali del brano "Ho amato tutto": "Lo he amado todo" (adattata in catalano da Silvia Pérez Cruz), "Amado tudo" (adattata in portoghese da Adriana Calcanhotto) e "J'ai tout aimé" (adattata in francese da Awa Ly).
Nel frattempo continua a viaggiare con il suo tour arrivando, a settembre 2022, ad esibirsi in una serie di date in Brasile, in concomitanza dell'uscita del disco "Morabeza" sul mercato brasiliano.
A dicembre 2022 esce il cd "Morabeza Rendez-vous live", contenente diciassette tracce (di cui alcuni brani inediti), registrate nei due anni del suo lungo tour intorno al mondo.
Dal 26 dicembre 2022 al 1 gennaio 2023 chiude il suo tour all'Auditorium Parco della Musica di Roma con cinque concerti dal titolo "Morabeza Rendez-vous. Festa a Roma", pensati appositamente per il Teatro Studio Borgna.
Durante l'estate 2023 porta in scena lo spettacolo "Tosca Quintet", un nuovo viaggio nelle sperimentazioni musicali di un vasto repertorio che raccoglie i suoni del mondo, pensato per violoncello, chitarra, percussioni e voci, e "Sto core mio: notturno napoletano per Roberto Murolo".
Il 12 luglio 2023, viene invitata a Parigi ad esibirsi sul Quai del Célestins (sulle rive della Senna) per il gran finale del festival Dolcevita-sur-Seine, con una nuova versione di "Romana", lo spettacolo dedicato alla musica popolare di Roma.
A novembre 2023 torna all'estero per una serie di concerti tra Argentina e Paraguay, dove riscuote un enorme successo. Al rientro in Italia incide il singolo "Non so dirlo" (Algo contigo), brano di Chico Novarro adattato in italiano da Joe Barbieri.

### 2024
Nel 2024 è artista residente all'Auditorium Parco della Musica di Roma con il concerto "Unico" del 1º gennaio per festeggiare i suoi 30 anni di carriera e quattro serate speciali ed esclusive del format "D'Altro Canto", che nel frattempo da programma radiofonico e poi album, si è trasformato in evento teatrale. Per inaugurare questa residenza, pubblica a gennaio l'album "Sto core mio", ovvero il live del concerto dedicato a Roberto Murolo, registrato al teatro Trianon di Napoli nel 2023.
Partecipa a una delle due versioni di Bella ciao pubblicata da Francesco Guccini su 45 giri, cantando con lui in italiano e in farsi, e - con il brano "Cerchi nell'acqua" - all'album "Piccoli fragilissimi film - Reloaded" di Paolo Benvegnù, nuova versione a 20 anni di distanza dall'uscita del disco che ha segnato l'esordio solista del chitarrista-cantante. 
Partecipa al progetto-omaggio di Simona Molinari all'artista argentina Mercedes Sosa "Hasta siempre Mercedes" duettando nel brano "Mon amour" e al progetto di Riccardo Tesi & Claudio Carboni "Un ballo liscio, vol.2", dedicato alla musica folkloristica dell'Emilia-Romagna cantando i brani: "Romagna mia" e "Cielo azzurro". 
Nel mese di giugno è testimonial della Festa della Musica e torna live durante l'estate con un concerto che già nel nome La Bella Estate - con un voluto richiamo letterario - racchiude tutto il calore e l'energia che sprigionerà sul palco, portando in scena brani conosciuti ma anche parecchie novità.
Dall'inizio dell'anno ad oggi è la vincitrice dei premi: Betti Zambruno alla carriera, il Premio Margutta e il Premio Maria Carta.

## Vita privata
Nel giugno del 2024, a 56 anni, ha sposato l'attore Massimo Venturiello.

## Discografia

### Album in studio
- 1992 – Tosca
- 1993 – Attrice
- 1996 – L'altra Tosca
- 1997 – Incontri e passaggi
- 2002 – Sto bene al mondo
- 2006 – Romana
- 2014 – Il suono della voce
- 2019 – Morabeza
- 2021 – D'Altro Canto (ristampato nel 2024)

### Album live
- 2017 – Appunti musicali dal mondo
- 2022 – Morabeza rendez-vous
- 2024 - 'Sto core mio

### Compilation, album teatrali e a progetto
- 1998 – Sette spose per sette fratelli
- 2000 – Musica Caeli
- 2006 – Gastone
- 2006 – Semo o nun semo
- 2008 – La strada
- 2010 – Trentino senza tempo
- 2011 – Il bel paese degli animali
- 2011 – Il borghese gentiluomo di Molière
- 2015 – Il grande dittatore di Chaplin
- 2019 – Viaggio in Italia. Cantando le nostre radici
- 2019 – 80 Musicas

### Colonne sonore
- 1989 – Scugnizzi di Nanni Loy (con il brano Carcere 'e mare)
- 1996 – Jane Eyre di Franco Zeffirelli (con il brano E tu resterai con me)
- 1997 – Anastasia di Don Bluth e Gary Goldman
- 2005 – Cielo e terra di Luca Mazzieri (con il brano Tra cielo e terra)
- 2006 – Baciami piccina di Claudio Cimpanelli (con il brano Serenata a ponte)
- 2013 – L'ultimo papa re di Luca Manfredi (con il brano L'albergo della stella)
- 2018 – A casa tutti bene di Gabriele Muccino (con il brano L'invenzione di un poeta)

### Singoli
- 1991 – Fammi innamorare/Un uomo silenzioso (RCA Italiana, PT 44644)
- 1991 – Sevillana/Compagni di classe (RCA Italiana, PT 45108)
- 1992 – Fiore marea luna o bugia (RCA Italiana, PD 7742)
- 1992 – Cosa farà Dio di me
- 1993 – Aida (RCA Italiana, 74321-14662-2) con Rino Gaetano, Angela Baraldi, Bungaro, Angelo Messini, Mario Amici, Bracco Di Graci, Leandro Barsotti, Enzo Carella e Samuele Bersani
- 1993 – Quartiere latino (La Strada, 74321-15084-2)
- 1993 – Fuoco/Il pane e le rose (La Strada, 74321-21323-2) con Giovanni Imparato
- 1996 – Vorrei incontrarti fra cent'anni (con Ron)
- 1997 – Nel respiro più grande
- 1997 – Pane, vino e lacrime (radio edit) (RCA Italiana, 74321-48348-2)
- 1997 – Di più
- 1997 – Il mio inizio sei tu (con Fiorello)
- 1998 – Viaggio nel passato (Atlantic Records, 7567-84080-2)
- 2000 – Mater iubilaei (Josephine, 668 467-2)
- 2007 – Il terzo fuochista
- 2015 – Priesencolinensinainciusol
- 2016 - Se (con Ruggiero Mascellino)
- 2017 – Il Porto (A mesma musica)
- 2019 – Giuramento
- 2019 – Normalmente
- 2019 – Bacio furtivo (Beju furtado) (con Tété Alhinho)
- 2020 – Ho amato tutto
- 2020 – Piazza grande (con Silvia Pérez Cruz)
- 2020 – Roma Bella (con Pino Marino)
- 2020 - Tu, io e domani (con Joe Barbieri, Fabrizio Bosso, Luca Bulgarelli e Sergio Cammariere)
- 2020 - Il canto degli italiani
- 2020 - Un giorno in più (con Luisa Sobral)
- 2021 – El dìa que me quieras (con Paolo Fresu, Daniele Di Bonaventura & Pierpaolo Vacca)
- 2021 – Scusami morna (Scutam ess morna)
- 2022 – Amado tudo (versione in portoghese)
- 2022 – Lo he amado todo (versione in spagnolo)
- 2022 – J'ai tout aimé (versione in francese)
- 2022 – Si ce stesse na parola (con Peppe Barra)
- 2022 – Terronda (con Carolina Bubbico e Cristiana Verardo)
- 2023 – Scusami morna (con Tété Alhinho)
- 2024 - Non so dirlo
- 2024 - Voglio una casa

## Filmografia

### Attrice
- Baciami piccina, regia di Roberto Cimpanelli (2006)
- Il suono della voce, documentario, regia di Emanuela Giordano (2019)
- C'era una volta il crimine, regia di Massimiliano Bruno (2022)

### Doppiatrice
- Anastasia (1997)

## Teatro
- Carro Fantastico (1992)
- Sette spose per sette fratelli, con Raffaele Paganini (1997-1998)
- Musica Caeli, con Musica per il Cielo Ensamble (2000)
- Salvatore Giuliano, con Giampiero Ingrassia, regia di Armando Pugliese (2001)
- Wozzeck, Lulu, la morte e gli altri, con Carla Fracci, regia di Beppe Menegatti (2002)
- I monologhi della vagina, regia di Emanuela Giordano (2002)
- Notte in Bianco, regia di Claudio Insegno (2003) - anche autrice
- L'opera da tre soldi, con Massimo Venturiello (2003-2005)
- Il tango delle ore piccole, con Massimo Venturiello (2004-2005)
- Semo o nun semo, di Nicola Piovani (2004/2005)
- Romana, regia di Massimo Venturiello (2005-2007)
- Gastone, regia di Massimo Venturiello (2006-2008)
- La strada, regia di Massimo Venturiello (2008-2009)
- Musicanti (Sonata a Cosimina), con Massimo Venturiello, regia di Massimo Venturiello (2009-2011)
- La corona di Tombacco, di Marco Betta (2010)
- Il borghese gentiluomo, con Massimo Venturiello, regia di Massimo Venturiello (2011-2013)
- Italiane, con Maddalena Crippa e Lina Sastri, regia di Emanuela Giordano (2011)
- Zoom spartito cinematografico, musiche di Ruggiero Mascellino, regia di Massimo Venturiello (2011)
- Il grande dittatore, con Massimo Venturiello, regia di Massimo Venturiello (2015)
- L'isola della luce, con Massimo Popolizio e Maria Rita Combattelli, di Nicola Piovani (2020)

## Radio
- D'altrocanto (2020)